# Canet d'En Berenguer
Canet d'En Berenguer è un comune spagnolo di 3 007 abitanti situato nella comunità autonoma Valenciana.